# كونكيليه
كُنكِلية(Conchiglie، كونكيليه)، وتُنطق «كون كيل يه»، هي نوع من المعكرونة  التي تعرف عادة باسم «القواقع» أو «الصدف». الصنف الذي يُباع عادة ما يتم إنتاجة من القمح الصلب بلا إضافات،  ويباع أيضاً بأصناف أخرى ذات صبغات طبيعية ملونة، مثل خلاصة الطماطم، وحبر الحبار أو خلاصة السبانخ. شكل المعكرونة الصدفي يجعل من التصاق الصلصة بالمعكرونة جيداً. هناك صنف مُصغر من هذة المعكرونة يسمى كونكيلياته (conchigliette).

## أصل الكلمة
الاسم يعود لكلمة صدفة (conchiglia)  في الإيطالية. تتشارك كلاً من الكلمات الإيطالية كُنكِلية (conchiglie) والكلمة الإنجليزية كونك (conch) نفس الجذر اليوناني κοχύλι (كوكيلي) الذي يعني «درع».